# Dorothy Ashby
Dorothy Ashby — студійний альбом американської джазової арфістки Дороті Ешбі, випущений у 1962 році лейблом Argo.

## Опис
Цей однойменний альбом арфістка Дороті Ешбі записала 8 серпня 1961 року в Чикаго для лейблу Argo у складі тріо з басистом Германом Райтом і ударником Джоном Тулі. Містить переважно джазові стандарти, наприклад «Gloomy Sunday», «Satin Doll» і «You Stepped Out of a Dream», а також декілька власних композицій Ешбі.

## Список композицій
1. «Lonely Melody» (Оллі Маклафлін) — 3:45
2. «Secret Love» (Пол Френсіс Вебстер, Семмі Фейн) — 3:32
3. «Gloomy Sunday» (Реже Шерешш, Ласло Явор, Сем М. Льюїс) — 2:47
4. «Satin Doll» (Дюк Еллінгтон) — 5:08
5. «John R.» (Дороті Ешбі) — 3:15
6. «Li'l Darlin'» (Ніл Гефті) — 4:29
7. «Booze» (Дороті Ешбі) — 2:15
8. «Django» (Джон Льюїс) — 4:30
9. «You Stepped Out of a Dream» (Лейн, Вашингтон) — 3:25
10. «Stranger In Paradise» (Джордж Форрест, Роберт Крейг Райт) — 3:14

## Учасники запису
- Дороті Ешбі — арфа
- Герман Райт — контрабас
- Джон Тулі — ударні

Технічний персонал
- Макс Куперстайн — продюсер
- Рон Мало — інженер
- Дон С. Бронстайн — обкладинка
- Джим Роквелл — текст